# Jan Ladislav Mašek
Jan Ladislav Mašek (28. února 1828 Pohorovice – 9. ledna 1886 Smíchov ) byl český pedagog, organizátor a vedoucí učitelských organizací, propagátor slovanské vzájemnosti, autor učebnic a redaktor knih a časopisů pro mládež.

## Život
Po absolvování piaristické školy v Českých Budějovicích a učitelské přípravny v Písku začal pracovat jako učitelský pomocník ve Vlachově Březí. Zaměstnání ho ale neuspokojovalo, a tak se dal r. 1847 zapsat do varhanické školy v Praze. Potom absolvoval učitelský ústav Budeč a polytechniku se zaměřením na přírodopis a chemii. Od roku 1853 působil na škole v Kostelci nad Orlicí, odkud se po sedmi letech přesunul do Čáslavi a v roce 1867 na Smíchov. Tam se zapojil do organizování českých učitelů.
Roku 1870 připravoval první sjezd učitelstva českoslovanského a byl zvolen předsedou Ústředního spolku jednot učitelských v Čechách. Přitom si uvědomoval, že podobné problémy má i školství jiných slovanských národů. Proto studoval jazyky a navazoval kontakty se zahraničními pedagogy. Sjezdu v roce 1870 se účastnili i hosté z Chorvatska, naopak na chorvatský sjezd v Záhřebu odjelo sto Čechů. V letech 1872 – 3 vydával Mašek časopis Slovanský pedagog, do něhož měli ve svém jazyku přispívat učitelé z různých slovanských národů Rakouska. Tato myšlenka se ale neujala, pro obecný nezájem časopis brzy skončil. Úspěchem byl naopak sjezd slovanských pedagogů ve Vídni roku 1873, organizovaný společně s Ivanem Filipovićem z Chorvatska.
Později se Mašek zaměřil na pokračovací a průmyslové školství, do té doby nepříliš rozvinuté. Aby se s problematikou lépe seznámil, procestoval v letech 1882 – 4 Německo, Belgii a Nizozemsko. Výsledkem jeho cesty bylo uspořádání Průmyslové čítanky a řada článků v časopise Posel z Prahy. Na popud redaktora vlámského časopisu Nederlandsche Dicht- en Kunsthalle Dela Montagneho také napsal pro jeho rubriku De taalstrijd hier en elders (Jazykový spor tady a jinde) článek na pokračování o česko-německých jazykových poměrech v Čechách.
V letech 1869 – 79 vydával časopis pro mládež Budečská zahrada. Od roku 1883 pak společně s Františkem Lepařem vydával měsíčník Paedagogium. Vedle toho byl např. redaktorem Ottovy laciné knihovny pro mládež a autorem školních knih o mluvnici, zeměpisu, přírodopisu a krasopisu. Byl také místopředsedou Ústřední matice školské a předsedou odboru Paedagogické jednoty v Praze pro cizí jazyky. Ve své době byl jedním z nejproslulejších českých učitelů.